# A buddhizmus és az evolúciós elmélet
Sok buddhista hallgatólagosan elfogadja az evolúciós elméletet mivel annak a legfontosabb buddhista tanítások nem mondanak ellent. A világegyetem örökkévalóságáról és a végtelenségéről való kérdések azok közé tartoznak, amelyekre a Buddha nem válaszolt (lásd megválaszolatlan kérdések), mivel ezek a spekuláció kontraproduktív területei. A buddhisták nem foglalkoznak az ilyen jellegű kérdésekkel, mivel úgy tekintik, hogy ezek nem adnak semmit ahhoz, hogy valaki megszabadulhasson vagy megszabadíthasson másokat a szenvedéstől.  Ahhoz, hogy valaki elérje a megvilágosodást nem kell tudnia az élet eredetét és nem is kell egyetértenie Buddhával a tudományos kérdésekben.
A Dalai láma (14. Dalai Láma) elutasítja a természetes kiválasztódáson nyugvó evolúciós elméletet:
|  | „ Buddhista nézőpontból egy az élet eredetét magyarázó elmélettől egyáltalán nem kielégítő az, hogy ezek a változások csupán véletlenszerű eseményeknek köszönhetőek.” |
|  | |

 (megjegyzés: hivatalos magyar fordítása még nem létezik)
Lopez kifejti, hogy az újjászületés folyamata (bármilyen nagy számban történjen és vonatkozhat bármely érző lényre a különböző birodalmakban) mindig a karmától függ, amely megmagyarázza a Dalai láma nézőpontját.

## Buddhista nézet
Anagarika Dharmapala egyszer azt mondta, hogy "az evolúciós elmélet Buddha egyik ősi tanítása volt".
A Maddzshima-nikájában Buddha egy leendő tanítványa kérdezi a Buddhát a kozmogónia problémájával kapcsolatban, amire ő következőt válaszolja:
|  | „"Feltételezzük, hogy valakit eltalál egy mérgezett hegyű nyíl és a barátok és rokonok találnak egy doktort, aki el tudja távolítani a nyilat. Ha ez az ember azt mondja, "addig nem vetetem ki ezt a nyilat, amíg meg nem tudom, hogy aki rám lőtt hogy hívták, ki volt a családja, pap volt-e, herceg, vagy kereskedő. Addig nem vetetem ki, amíg nem tudom, hogy miféle íj volt és a nyílhegy közönséges volt vagy fém". Ez az ember meghalna még azelőtt, hogy az összes kérdésére választ kapna."” |
|  | |

A mérgezett nyíl esete annak a tanítása, hogy "azok a gyakorlók, akik az egyetem eredetével és hasonló dolgokkal foglalkoznak elmulasztják a vallásos gyakorlat lényegét."
A Buddha úgy érvelt, hogy nincs szükség teremtő istenre, mivel végső soron mindent a tudat teremt. Egy fenomenológián alapuló vallás kevésbé foglalkozik egy teremtőben való hittel és a buddhizmus általánosságban elfogadja az ősrobbanással kapcsolatos modern tudományos elméleteket.

### Agganna-szutta
A páli kánonhoz tartozó Agganna-szuttában a Buddha részletesen taglalja az evolúciót:
|  | „‘Eljön az idő, Vászettha, előbb vagy utóbb, hosszú idő múlva, mikor ez a világ összehúzódik. Mikor ez bekövetkezik, a lények többnyire majd az Ábhassszara Brahmá világba születnek. És ott időzvén tudatból-teremtettek, derűvel táplálkoznak, önmagukban fénylők és a légben mozgók és tündöklők – és így maradnak hosszú időn keresztül. De előbb-utóbb, hosszú idő múlva ez a világ ismét kitágul. Eközben az Ábhassszara Brahmá világ lényei, melyek eltávoznak onnan, többnyire ebben a világban születnek. Itt tartózkodván tudatból-teremtettek10, derűvel táplálkoznak, önmagukban fénylők és a légben mozgók és tündöklők – és így maradnak hosszú időn keresztül. Ebben az időszakban, Vászettha, egyetlen víztömeg volt, és minden a sötétség volt, a vak sötétség. Sem a Hold, sem a Nap nem jelent meg, sem csillagképek, sem csillagok nem jelentek meg, éj és nappal nem különült el, sem hónapok vagy hetek, sem évek vagy évszakok, nem volt nő és férfi11, a lények csak lények voltak. És előbb-utóbb, nagyon hosszú idő után a sós szárazföld12 kiterjeszkedett a vizek fölé, ahol a lények laktak. Úgy, mint mikor a forró tej felszíne kihűlvén bőrré szilárdul s formát ölt. Színekkel, illatokkal és ízekkel volt felruházva, mint a tiszta vadméz..” |
|  | |

Mivel a Buddha egy olyan kozmológiát mutat be, amelyben a világegyetem kitágul és összezsugorodik rendkívül hosszú idő alatt, egyesek úgy gondolják, hogy ez megegyezik a táguló világegyetem modelljével és a Big Bang elmélettel.
Mások szerint az Agganna-szuttát nem szabad szó szerint érteni.
|  | „Ezt a történetet gyakran nevezik a buddhista teremtés mítosznak. Azonban meseként kell olvasni, hiszen kevésbé szól teremtésről és inkább a kasztrendszer elutasításáról. Tényleg úgy tűnik, hogy a Rig Veda történetei ellen szól, amely igazat ad a kasztrendszernek.” |
|  | |